# Třída Pegasus
Třída Pegasus (PHM – Patrol Hydrofoil Missile ship) byla třída raketových křídlových člunů námořnictva Spojených států amerických. Jejich hlavním úkolem byl průzkum a ničení hladinových lodí protivníka. V letech 1977–1982 byly postaveny čluny Pegasus, Hercules, Taurus, Aquila, Aries a Gemini. Všechny byly v roce 1993 vyřazeny ze služby. Jelikož pro ně americké námořnictvo nemělo adekvátní využití, žádné další lodě této kategorie si doposud nepořídilo.

## Charakteristika

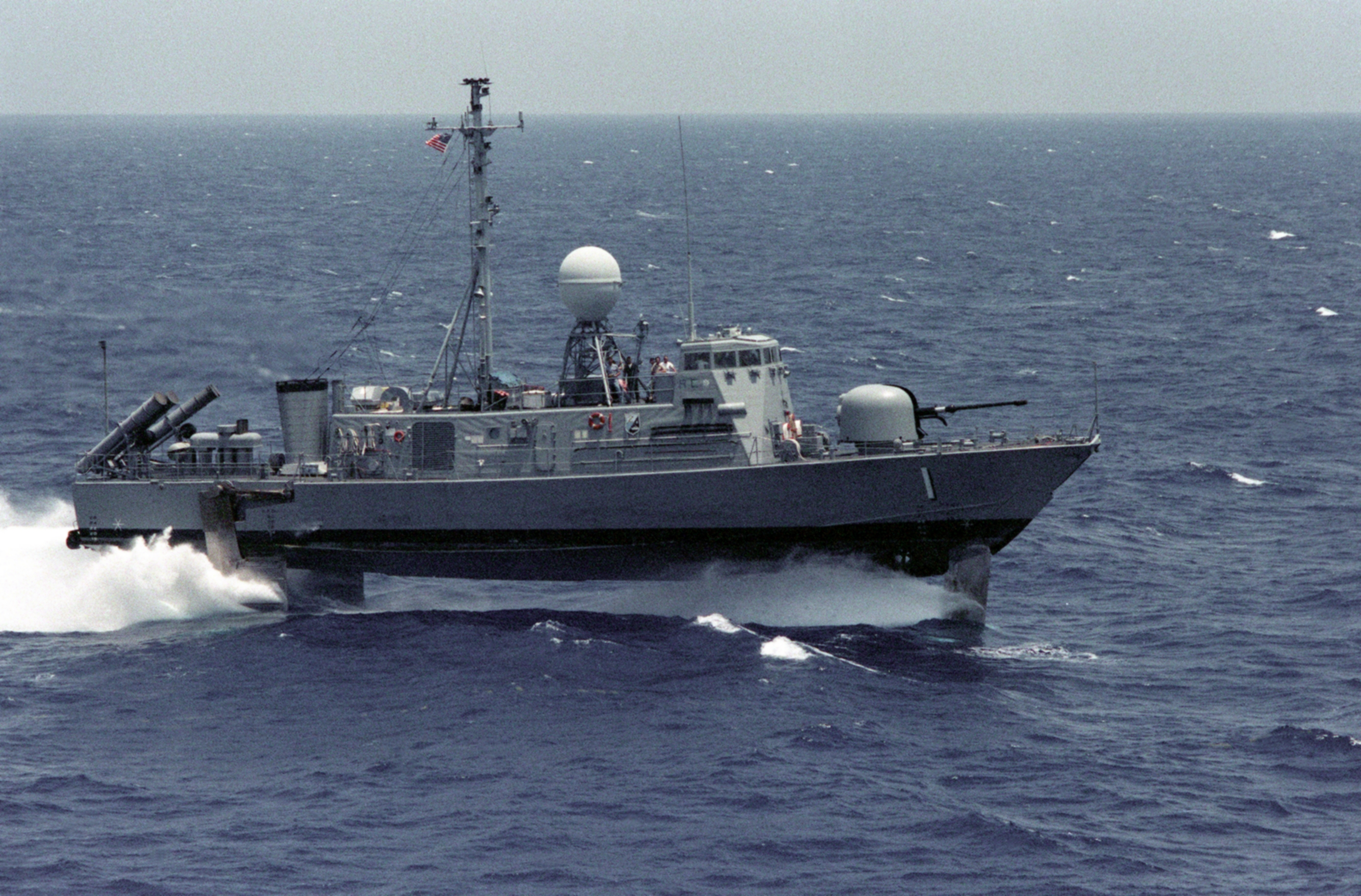
USS Pegasus (PHM-1)

Ideovým otcem těchto člunů byl admirál Elmo Zumwalt. Měla to být rychlá a efektivní plavidla, která mohla v blízkosti pobřeží zastoupit větší fregaty a torpédoborce. Tím by je uvolnila pro nasazení v jiných oblastech. Podle Zumwaltových předpokladů mělo cca 100 kusů těchto člunů zakoupit a provozovat několik zemí NATO, nakonec ale bylo postaveno pouhých šest pro službu v USA. Růst nákladů a zpozdění v realizaci projektu vedly k tomu, že o něj ostatní státy ztratily zájem.

## Stavba

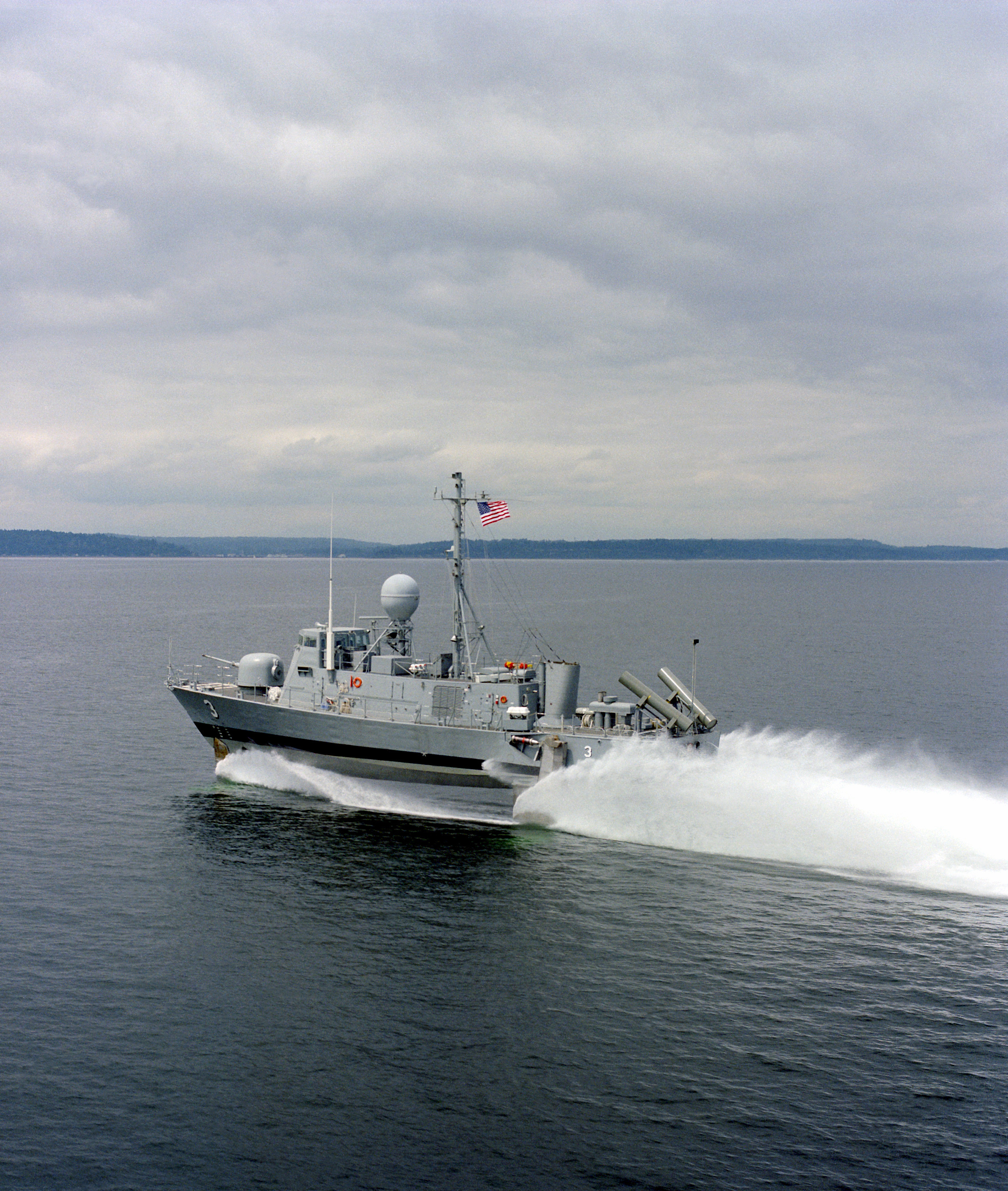
USS Taurus (PHM-3)

Stavba šestice člunů této třídy probíhala v loděnicích Boeing v Seattlu v letech 1973–1982. Jako první vstoupil do služby v roce 1977 Pegasus a naopak posledním byl roku 1982 člun Gemini. Všechny čluny během služby společně operovaly z floridského Key West.

## Konstrukce
Koncepčně se jednalo o křídlatý člun. Celé řešení bylo vyzkoušeno na člunu USS Tucumcari. Výzbroj člunů tvořil jeden 76mm kanón OTO Melara v dělové věži na přídi a dva čtyřnásobné kontejnery protilodních střel Boeing Harpoon. Pohonný systém byl koncepce CODOG. Tvořila ho dvojice dieselů Mercedes-Benz pro pomalou plavbu a jedna plynová turbína General Electric LM2500 pro plavbu maximální rychlostí.